# Nobel Vega
Nobel Vega anche noto come Tio Nobel e Uncle Nobel (21 agosto 1931 – Miami, 7 agosto 2023) è stato un attore e personaggio televisivo cubano.
Vega è ricordato soprattutto per il personaggio del capitano di una barca, apparso nel programma televisivo El Show del Tio Nobel della WKAQ-TV di Porto Rico, un programma quotidiano di giochi per bambini da lui ospitato in cui i bambini partecipavano per vincere premi, solitamente giocattoli di marca Mattel.

## Biografia
Vega divenne un attore noto in patria partecipando a qualche film, prima di trasferirsi a Porto Rico, a seguito della rivoluzione cubana, dove continuò la sua carriera da attore.

### Vita Privata
Vega si trasferì da Porto Rico durante le fasi successive della sua vita per risiedere a Miami, in Florida. Era sposato con Nadine Zayas. 

### Morte
Vega in età avanzata ha sofferto di numerosi problemi di salute, tra cui un ictus cerebrale che lo ha lasciato con difficoltà nel parlare, problemi cardiaci che hanno portato all'impianto di un pacemaker, diversi infortuni e la malattia di Alzheimer.
Nobel Vega è morto nella sua casa di Miami il 7 agosto 2023, all'età di 91 anni.